# Луїс Бербарі
Луїс Карлос Бербарі (нар. 5 жовтня 1972, США) — колишній американський футболіст аргентинського походження, що виступав на позиції захисника у складі полтавської «Ворскла» та низці клубів зі Сполучених Штатів Америки.

## Життєпис
Луїс Бербарі народився у місті Бербанк, де й закінчив вищу школу в 1990 році, після чого вступив до Університет штату Каліфорнія в Бейкерсфілді. Саме там він протягом чотирьох років займався футболом, перед тим, як стати професіональним гравцем. Кар'єру у великому спорті Бербарі почав, виступаючи в складі клубу «СКВ Гідра» в змаганнях USISL 1994/95 років. Під час міжсезоння Луїс намагався працевлаштуватися в Європі, перебуваючи на перегляді у нідерландських клубах «Зволле» та «Камбюр», а також у хорватському «Задарі».
В Україні опинився з подачі двох агентів — Йоса Ердекенса та Андрія Головаша. 4 серпня 1995 року Луїс Бербарі дебютував у складі полтавської «Ворскли» в матчі першої української ліги проти черкаського «Дніпра», вийшовши на поле під 9 номером. Поєдинок закінчився перемогою полтавської команди з рахунком 3:0. Всього у складі «Ворскли» Бербарі провів 23 матчі, двічі відзначившись у воротах суперників. Разом з командою він став переможцем першої ліги чемпіонату України і отримав можливість зіграти у найвищому дивізіоні, однак наступний рік «Ворскла» розпочала без американського легіонера, який повернувся на Батьківщину.
|  | Вже в листопаді стало холодно. Сезон перервався на декілька місяців, манежу у нас не було, і ми тренувалися на вулиці. Грати було все складніше. Я все-таки швидше технічний гравець, ніж атлетичний, — на замерзлому газоні я просто помирав. Настрої не було ніякого, я почав грати все гірше і гірше. На зборах в Болгарії ще й травмувався. У такий момент дуже важливо за щось зачепитися, інакше все летить вниз сніжним комом. Гірше тренуєшся — менше граєш, менше граєш — починаєш думати: «А навіщо я тут взагалі сиджу?» Думаю, тоді Пожечевський і перестав в мене вірити. |

Тривалий час українськими інтернет-ресурсами ширилася інформація, що під час зимової перерви на оглядини до Полтави приїздив і брат Луїса — Нік, однак до підписання контракту справа не дійшла. Це спростував сам Бербарі у одному з інтерв'ю в лютому 2014 року, зазначивши, що його брат приїздив до нього у гості й провів декілька тренувань з «Ворсклою», не перебуваючи на офіційному перегляді.
У сезоні 1997 року Бербарі захищав кольори американського клубу «Нешвілл Метрос», а наступного року повернувся до Європи, де виступав у складі любительського клубу «Дармштадт 98» з Німеччини, що брав участь у змаганнях місцевої Оберліги. Разом з командою посів місце у верхній частині турнірної таблиці та здобув право змагатися у Регіональній лізі Німеччини.

## Досягнення
- Переможець першої ліги чемпіонату України (1): 1995/96